# Xã Hickory, Quận Pennington, Minnesota
Xã Hickory (tiếng Anh: Hickory Township) là một xã thuộc quận Pennington, tiểu bang Minnesota, Hoa Kỳ. Năm 2010, dân số của xã này là 80 người.